# Listă de aeroporturi după codul IATA: Z
Mai jos este lista de aeroporturi al căror cod IATA începe cu litera Z.
Această listă este generată cu date din Wikidata și este actualizată periodic de un robot.
 Editările făcute în listă vor fi șterse la următoarea actualizare!
| Imagine | Cod IATA | Articol                                           |
| ------- | -------- | ------------------------------------------------- |
|         | ZZV      | Aeroportul Municipal Zanesville                   |
|         | ZTH      | Aeroportul Internațional Zakynthos                |
|         | ZEL      | Aeroportul Bella Bella                            |
|         | ZAD      | Aeroportul Zadar                                  |
|         | ZZU      | Aeroportul Mzuzu                                  |
|         | ZAM      | Aeroportul Internațional Zamboanga                |
|         | ZAC      | Aeroportul York Landing                           |
|         | ZJI      | Aeroportul Locarno                                |
|         | ZBG      | Aeroportul Elbląg                                 |
|         | ZIX      | Aeroportul Zhigansk                               |
|         | ZGR      | Aeroportul Little Grand Rapids                    |
|         | ZHY      | Aeroportul Zhongwei Shapotou                      |
|         | ZLO      | Aeroportul Playa de Oro                           |
|         | ZZO      | Aeroportul Zonalnoye                              |
|         | ZAQ      | Nürnberg Hauptbahnhof                             |
|         | ZIG      | Aeroportul Ziguinchor                             |
|         | ZAT      | Aeroportul Zhaotong                               |
|         | ZHP      | Aeroportul High Prairie                           |
|         | ZAH      | Aeroportul Zahedan                                |
|         | ZEF      | Aeroportul Municipal Elkin                        |
|         | ZRI      | Aeroportul Serui                                  |
|         | ZWE      | gara Antwerpen-Centraal                           |
|         | ZGF      | Aeroportul Grand Forks                            |
|         | ZMU      | München Hauptbahnhof                              |
|         | ZNJ      | Aeroportul Heilbron                               |
|         | ZTA      | Aeroportul Tureia                                 |
|         | ZUH      | Aeroportul Zhuhai Jinwan                          |
|         | ZYI      | Aeroportul Zunyi Xinzhou                          |
|         | ZHM      | Aeroportul Shamshernagar                          |
|         | ZUD      | Aeroportul Pupelde                                |
|         | ZNZ      | Aeroportul Internațional Abeid Amani Karume       |
|         | ZBK      | Aeroportul Žabljak                                |
|         | ZBO      | Aeroportul Bowen                                  |
|         | ZXT      | Aeroportul Zabrat                                 |
|         | ZER      | Aeroportul Zero                                   |
|         | ZGM      | Aeroportul Ngoma                                  |
|         | ZRE      | Aeroportul Zrenjanin                              |
|         | ZCO      | Aeroportul La Araucanía                           |
|         | ZPH      | Aeroportul Municipal Zephyrhills                  |
|         | ZOS      | Aeroportul Cañal Bajo Carlos Hott Siebert         |
|         | ZPO      | Aeroportul Pinehouse Lake                         |
|         | ZRB      | Frankfurt (Main) Hauptbahnhof                     |
|         | ZUL      | Aeroportul Azul                                   |
|         | ZUL      | Aeroportul Zulfi                                  |
|         | ZEC      | Aeroportul Secunda                                |
|         | ZGS      | Aeroportul La Romaine                             |
|         | ZUM      | Aeroportul Churchill Falls                        |
|         | ZQN      | Aeroportul Queenstown                             |
|         | ZAZ      | Aeroportul Zaragoza                               |
|         | ZAJ      | Aeroportul Zaranj                                 |
|         | ZBR      | Aeroportul Konarak                                |
|         | ZME      | Metropark                                         |
|         | ZFD      | Aeroportul Fond-du-Lac                            |
|         | ZBM      | Aeroportul Roland-Désourdy                        |
|         | ZIS      | Aeroportul Alzintan                               |
|         | ZQZ      | Aeroportul Zhangjiakou Ningyuan                   |
|         | ZKB      | Aeroportul Kasaba Bay                             |
|         | ZPC      | Aeroportul Pucón                                  |
|         | ZRH      | Aeroportul Zürich                                 |
|         | ZFW      | Aeroportul Fairview                               |
|         | ZLR      | Aeroportul Linares                                |
|         | ZFN      | Aeroportul Tulita                                 |
|         | ZJG      | Aeroportul Jenpeg                                 |
|         | ZSS      | Aeroportul Sassandra                              |
|         | ZYL      | Aeroportul Internațional Osmani                   |
|         | ZBL      | Aeroportul Biloela                                |
|         | ZLT      | Aeroportul La Tabatière                           |
|         | ZPB      | Aeroportul Sachigo Lake                           |
|         | ZMH      | Aeroportul Regional South Cariboo                 |
|         | ZHA      | Aeroportul Zhanjiang                              |
|         | ZVK      | Aeroportul Savannakhet                            |
|         | ZNC      | Aeroportul Nyac                                   |
|         | ZNL      | Aeroportul Nelson                                 |
|         | ZUC      | Aeroportul Municipal Ignace                       |
|         | ZVM      | Hanovre Messe/Laatzen                             |
|         | ZGI      | Aeroportul Gods River                             |
|         | ZMM      | Aeroportul Zamora                                 |
|         | ZSE      | Aeroportul Pierrefonds                            |
|         | ZBF      | Aeroportul Bathurst                               |
|         | ZNA      | Aeroportul Nanaimo Harbour Water                  |
|         | ZVA      | Aeroportul Miandrivazo                            |
|         | ZHI      | Aeroportul Grenchen                               |
|         | ZIC      | Aeroportul Victoria                               |
|         | ZFM      | Aeroportul Fort McPherson                         |
|         | ZKE      | Aeroportul Kashechewan                            |
|         | ZSJ      | Aeroportul Sandy Lake                             |
|         | ZSW      | Aeroportul Prince Rupert/Seal Cove Water          |
|         | ZKM      | Aeroportul Sette-Cama                             |
|         | ZAG      | Aeroportul Zagreb                                 |
|         | ZAL      | Aeroportul Pichoy                                 |
|         | ZKP      | Aeroportul Zyryanka                               |
|         | ZTR      | Aeroportul Jîtomîr                                |
|         | ZIH      | Aeroportul Ixtapa-Zihuatanejo                     |
|         | ZRJ      | Aeroportul Round Lake (Weagamow Lake)             |
|         | ZKG      | Aeroportul Kegaska                                |
|         | ZTB      | Aeroportul Tête-à-la-Baleine                      |
|         | ZNE      | Aeroportul Newman                                 |
|         | ZLX      | Aeroportul Zalingei                               |
|         | ZMT      | Aeroportul Masset                                 |
|         | ZDY      | Aeroportul Dalma                                  |
|         | ZBY      | Aeroportul Sayaboury                              |
|         | ZYR      | Gara Bruxelles-Sud                                |
|         | ZMO      | Aeroportul Modena                                 |
|         | ZND      | Aeroportul Zinder                                 |
|         | ZCL      | Aeroportul Internațional General Leobardo C. Ruiz |
|         | ZGU      | Aeroportul Gaua                                   |
|         | ZEM      | Aeroportul Eastmain River                         |
|         | ZWL      | Aeroportul Wollaston Lake                         |
|         | ZTU      | Aeroportul Internațional Zaqatala                 |
|         | ZRU      | Route 128                                         |
|         | ZSA      | Aeroportul San Salvador                           |
|         | ZTF      | Stamford Transportation Center                    |
|         | ZWA      | Aeroportul Andapa                                 |
|         | ZGL      | Aeroportul South Galway                           |
|         | ZTM      | Aeroportul Shamattawa                             |
|         | ZAR      | Aeroportul Zaria                                  |
|         | ZIA      | Aeroportul Internațional Zhukovsky                |
|         | ZJN      | Aeroportul Swan River                             |
|         | ZZF      | Aeroportul Mystery Flight                         |
|         | ZBE      | Aeroportul Zábřeh Ostrava                         |